# Natten är så kort...
Natten är så kort... är en amerikansk film från 1941 i regi av Mitchell Leisen. Filmen nominerades till sex Oscar, men vann inte i någon kategori.

## Handling
Rumänsk-franske Georges Iscovescu berättar sin historia för en filmregissör i Hollywood. Iscovescu sitter fast i Mexiko sedan han inte får komma in i USA. Han planerar gifta sig med en amerikansk kvinna för att klara medborgarskapet och återförenas med sin kvinna Anita. Men den charmiga kvinnan Georges väljer ut, Emmy Brown, visar sig vara svårare att skiljas ifrån än vad han tänkt.

## Rollista
- Charles Boyer - Georges Iscovescu
- Olivia de Havilland - Emmy Brown
- Paulette Goddard - Anita Dixon
- Victor Francen - Van Den Luecken
- Walter Abel - Hammock
- Curt Bois - Bonbois
- Rosemary DeCamp - Berta Kurz
- Eric Feldary - Josef Kurz
- Nestor Paiva - Fred Flores